# Janvier 1741
Cette page présente les faits marquants du mois de janvier 1741.

## Événements
- 25 janvier, France : le maréchal de Belle-Isle est nommé ambassadeur extraordinaire en Allemagne pour appuyer l'élection à l'Empire du duc de Bavière. Il quitte Paris le 4 mars et adopte une attitude résolument austrophobe à la Diète impériale de Francfort[1].